# Кримська медаль
Кримська медаль (англ. Crimea Medal) — медаль Сполученого Королівства Великої Британії та Ірландії за бойові дії (англ. Campaign medal), започаткована 15 грудня 1854 року для нагородження британських військовослужбовців Британської армії, флоту та морскої піхоти бравших участь (англ. Campaign medal) в Кримській війні 1854—1856 років. Також цією медаллю нагороджувалися французькі військовослужбовці, котрі воювали разом з британцями під час війни.

## Опис медалі
Медаль складається з срібного диску діаметром 36 мм, та стрічки (колодка) шириною 32 мм. Стрічка медалі світло-блакитного кольору з жовтими краями. З'єднання диску та колодки виконано за допомоги поворотного шарниру. На гурті медалі могли бути зазначені дані отримувача нагороди.
|  | Аверс медалі, зображення королеви Вікторії, скорочене ім'я та титул латиною «Victoria Regina», дата 1854 |  | Реверс медалі, зображення римського вояка, з мечем та щитом, на якого богиня Ніке (персоніфікація Перемоги) , накладає лавровий вінок , напис на диску «Crimea» |

## Застібки
На колодці медалі кріпилися застібки, на яких були зазначені битви в яких брав участь власник медалі. Всього було п'ять різновидів застібок, але на колодці медалі можливо було розмістити лише чотири. Самі застибці були у вигляді ажурних дубових литків, на яких було викарбувана назва баталії.
| Напис на застібці | Відповідна битва             | Дата битви                     | Дата затвердження застібки |
| ----------------- | ---------------------------- | ------------------------------ | -------------------------- |
| Alma              | Битва на Альмі               | 20 вересня 1854 року           | 15 грудня 1854 року        |
| Inkerman          | Інкерманська битва           | 5 листопада 1854 року          | 15 грудня 1854 року        |
| Azoff             | Азовська кампанія            | 22 травня-22 вересня 1855 року | 13 жовтня1855 року         |
| Balaklava         | Балаклавська битва           | 25 жовтня 1854 року            | 23 лютого 1855 року        |
| Sebastopol        | Скінчення облоги Севастополя | 9 вересня 1854 року            | 13 жовтня 1855 року        |

## «Французькі» медалі
Кримською медаллю також неодноразово нагороджувалися французькі військові. На цих «французьких» медалях, також кріпилися застібки, але були вони неофіційними.
- Kinburn Кінбурнська битва 15-17 жовтня 1855 року
- Malakoff Битва за Малахів курган 7 вересня 1855 року
- Mamelon vert
- Mer d'Azoff
- Ste Cécile
- Tchernaïa Битва на Чорній річці 16 серпня 1855 року
- Traktir Битва на «Трактирному мосту» 16 серпня 1855 року

## Пов'язані з Кримською медаллю нагороди

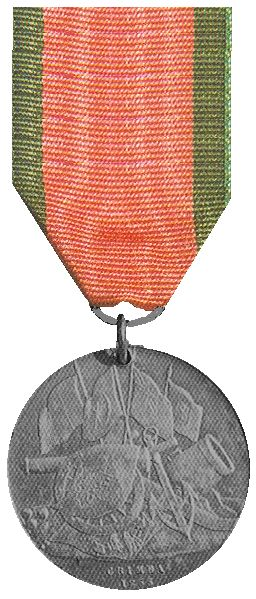
Турецька Кримська медаль (Британський різновид)

За часів Кримської війни, бойові дії Велика Британія вела не лише в Криму, але й на Балтійському узбережжі. Для військовиків, які брали участь в Балтійській морській кампанії (1854—1855), була в 1856 році затверджена Балтійська медаль.
В 1856 році Османська імперія (союзниця Британії в Кримській війні) засновує свою Кримську медаль, для нагородження військовослужбовців союзницьких військ. Були виготовлені три різновиду нагород, дня кожної з країн. Медалі для Сполученого Королівства Великої Британії та Ірландії, Французької імперії та Сардинського королівства мали різницю в малюнках прапорів (для кожної країни свій), та написи (для британців «Crimea»). В зв'язку з тим, що партія медалей для британців затонули з кораблем, що їх перевозив, багацько військовослужбовців Великої Британії отримали нагороди «сардинського» зразка.